# Archipel de Shengsi
L'archipel de Shengsi (chinois simplifié : 嵊泗列岛 ; chinois traditionnel : 嵊泗列島 ; pinyin : shèng sì lièdǎo) est un ensemble d'îles situé dans la baie de Hangzhou en mer de Chine orientale.
L'archipel est sous la juridiction du comté de Shengsi, de la ville-préfecture de Zhoushan, dans la province du Zhejiang.

## Parc national de l'archipel de Shengsi
Le parc paysager de l'archipel de Shengsi (嵊泗列岛风景名胜区) a été proclamé parc national le 1er août 1988.